# Église Notre-Dame-de-Nazareth de Valréas
Pour les articles homonymes, voir Église Notre-Dame-de-Nazareth, Église Notre-Dame et Notre-Dame.
L'église Notre-Dame-de-Nazareth est une église romane située à Valréas dans le département français de Vaucluse en région Provence-Alpes-Côte d'Azur, et plus particulièrement dans l'enclave des papes.
Elle dépend de l'archidiocèse d'Avignon.

## Historique
L'église Notre-Dame-de-Nazareth trouve probablement son origine dans un prieuré bénédictin du XIe siècle.
L'édifice actuel résulte de quatre phases de construction :
- au XIIe siècle : édification du noyau roman primitif constitué de l’abside, du transept et de la nef[1].
- à la fin du XIIe siècle : construction des collatéraux[2]
- au XVe siècle : construction d'une travée de nef supplémentaire et de la façade occidentale[2]
- à partir du XVe siècle : ajout des chapelles latérales[1]

L'église fait l'objet d'un classement au titre des monuments historiques depuis 1862.

## Architecture
L'église Notre-Dame-de-Nazareth de Valréas est entièrement bâtie en pierre de taille assemblée en grand appareil. 

### Les deux clochers

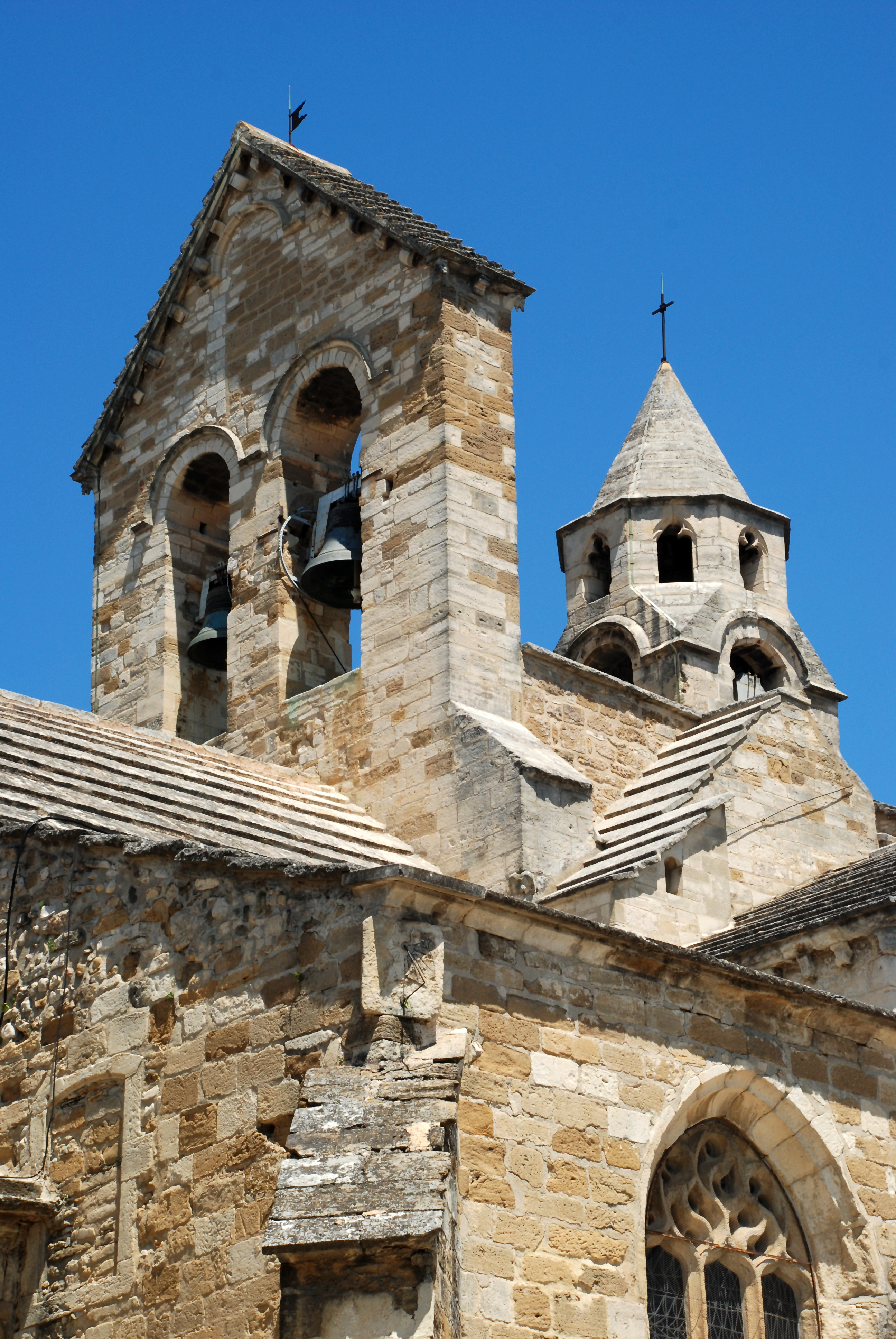
Les deux clochers

L'église est couverte de dalles de pierre et possède deux clochers : 
- un clocher octogonal à base carrée, percé de baies en plein cintre dans sa partie carrée et de baies ogivales trilobées dans sa partie octogonale
- un clocher-arcade à trois baies campanaires dont la plus haute est murée.

### Le chevet
Le chevet roman pentagonal est surmonté d'une corniche biseautée soutenue par des modillons sculptés très abîmés.
Chacune de ses faces est séparée de la suivante par un pilastre rectangulaire et est ornée de deux arcs en plein cintre soutenus par des colonnettes lisses surmontées de chapiteaux très abîmés eux-aussi.

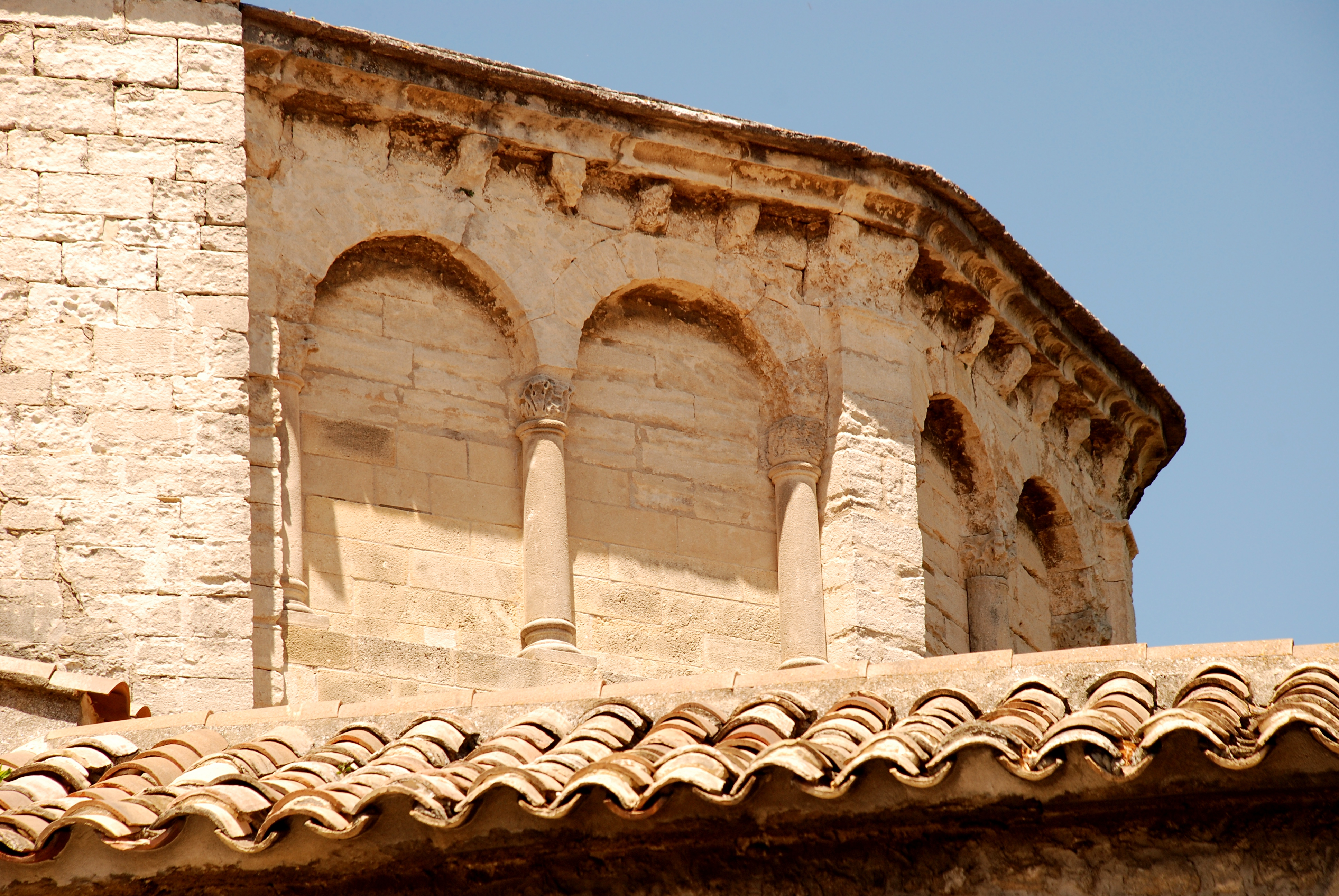
Le chevet pentagonal.

### Le transept
Comme le chevet, le transept roman est surmonté d'une corniche moulurée soutenue par des modillons. Il est percé d'une baie en plein cintre.

### Le portail méridional
Le portail méridional, qui constitue l'entrée principale, a été bâti à la fin du XIIe siècle, lors du premier agrandissement de l'église.
Il présente un style de transition romano-gothique : il combine en effet un arc central en plein cintre et deux arcs latéraux de style gothique.
La porte centrale est encadrée de trois paires de colonnettes surmontées de chapiteaux sculptés de motifs végétaux. Elle possède une ouverture trilobée surmontée d'une archivolte à quatre voussures. La voussure supérieure est ornée d'un cordon de bâtons brisés tandis que les trois autres sont ornées de motifs végétaux.
Les portes latérales, beaucoup plus étroites, sont surmontées d'un arc trilobé s'inscrivant sous un arc ogival. La porte de gauche est murée.
Dans la maçonnerie au-dessus du portail sont intégrés des fragments de bas-reliefs figurant des personnages et entrelacs archaïques qui constituent un possible remploi d'un tympan plus ancien.

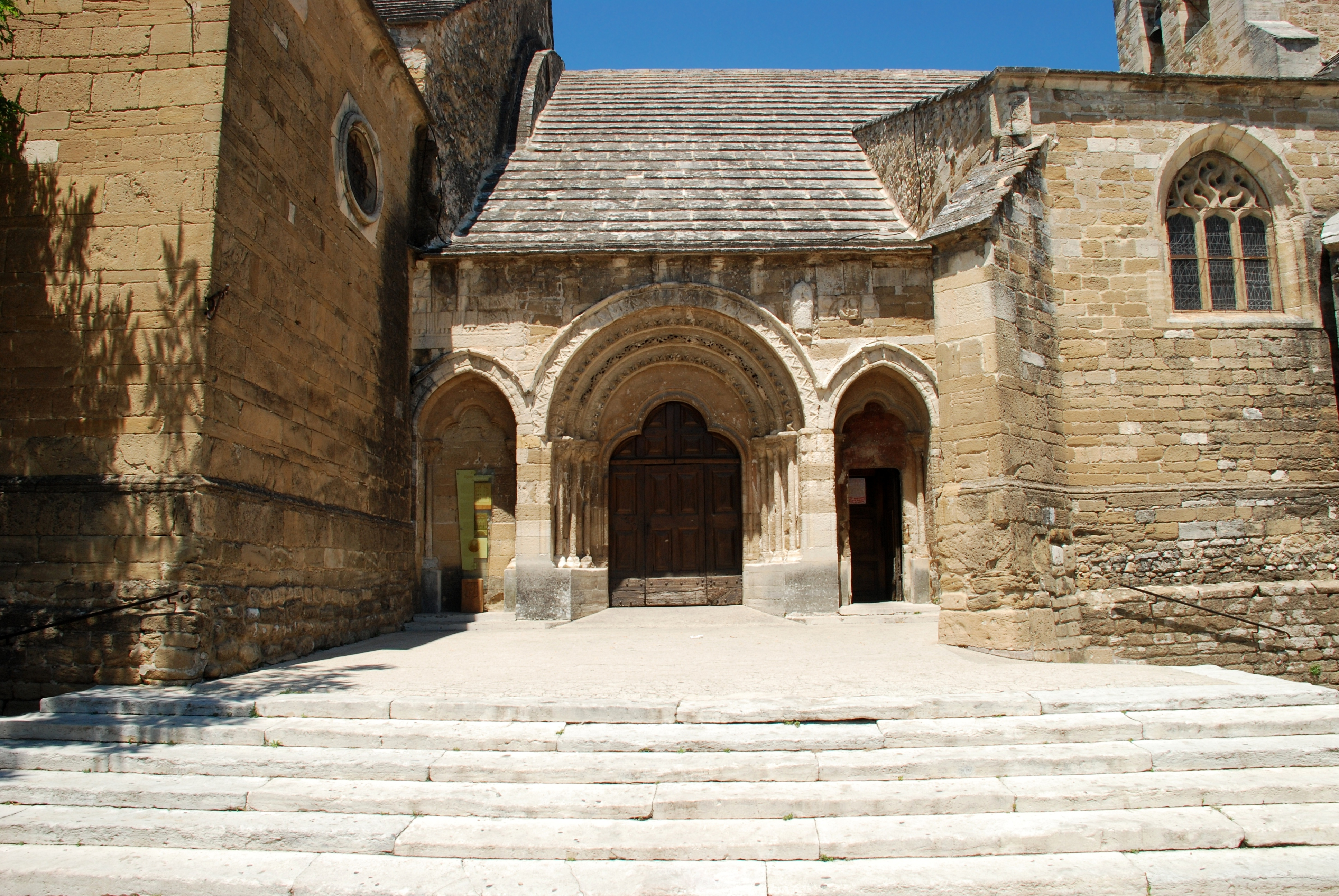
Le portail méridional.
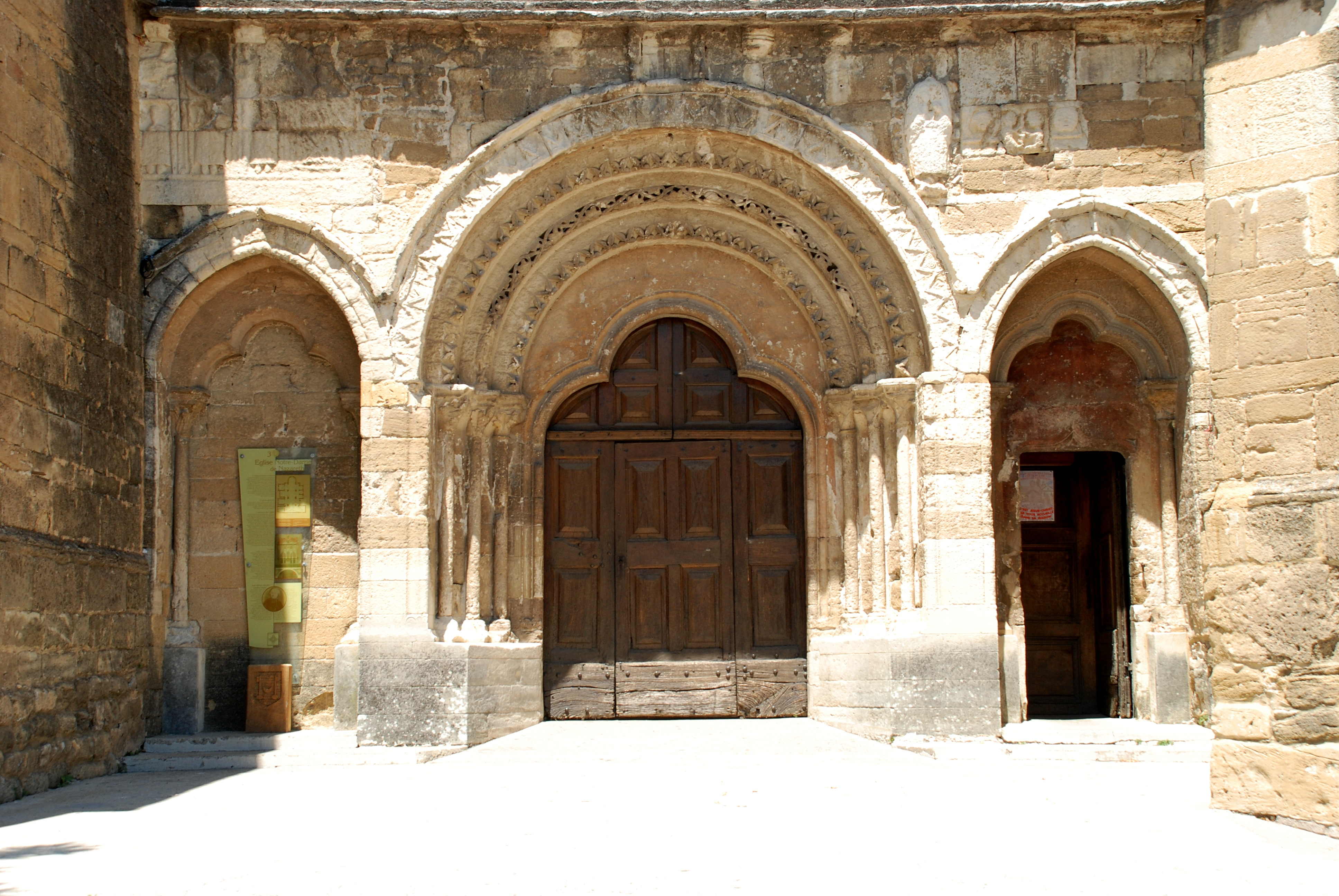
Les portes trilobées du portail méridional.
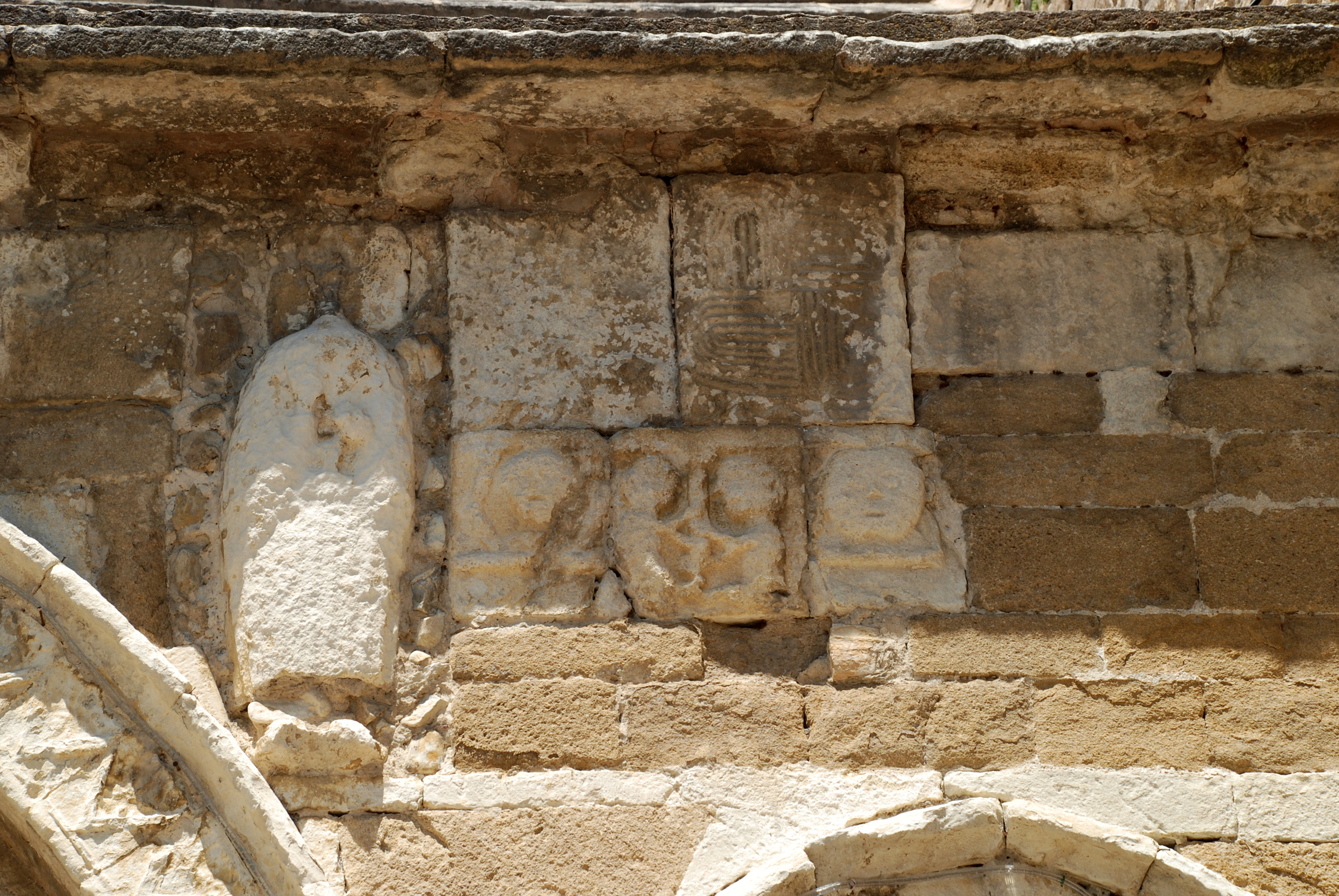
Bas-reliefs archaïques au-dessus du portail.

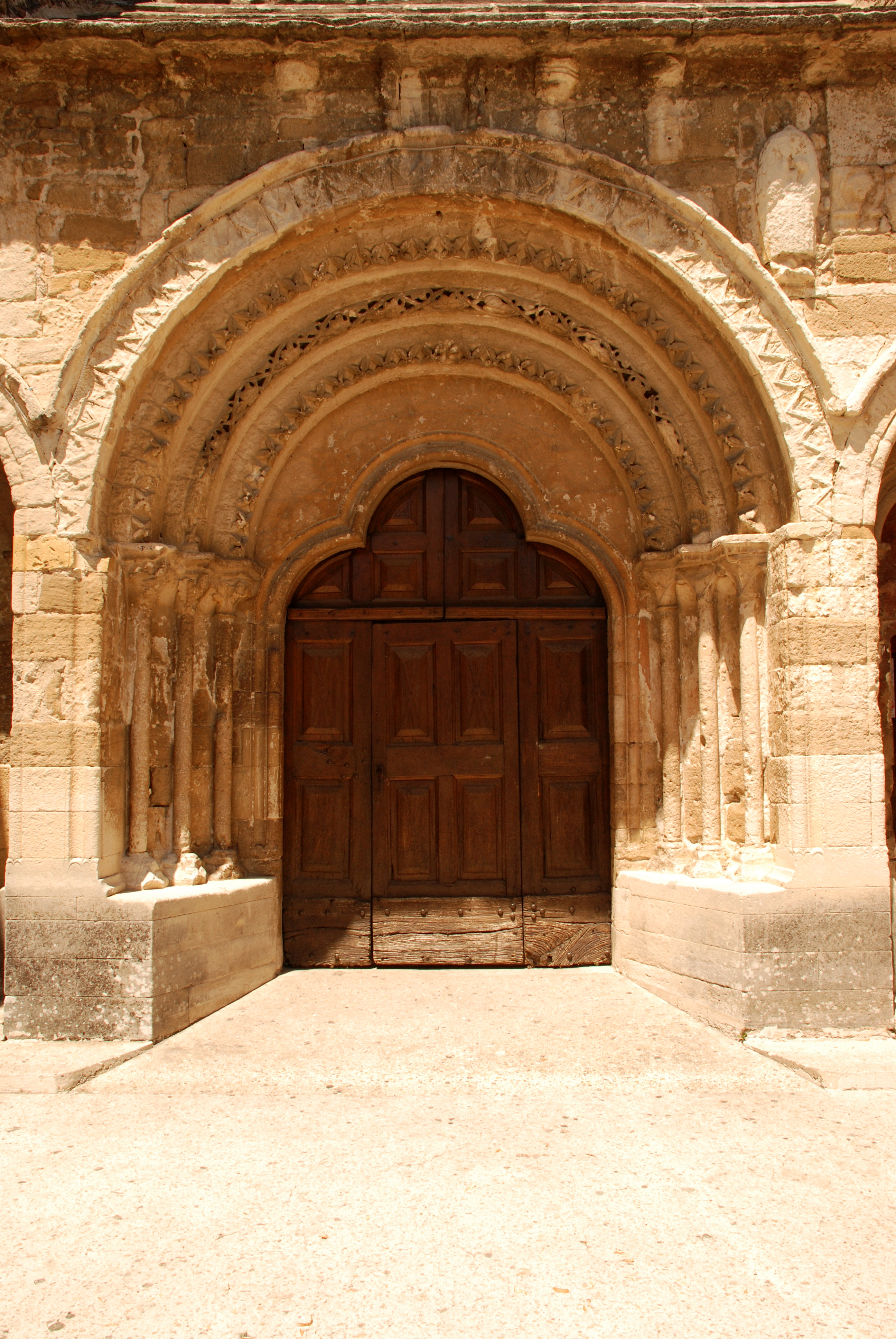
La porte centrale.
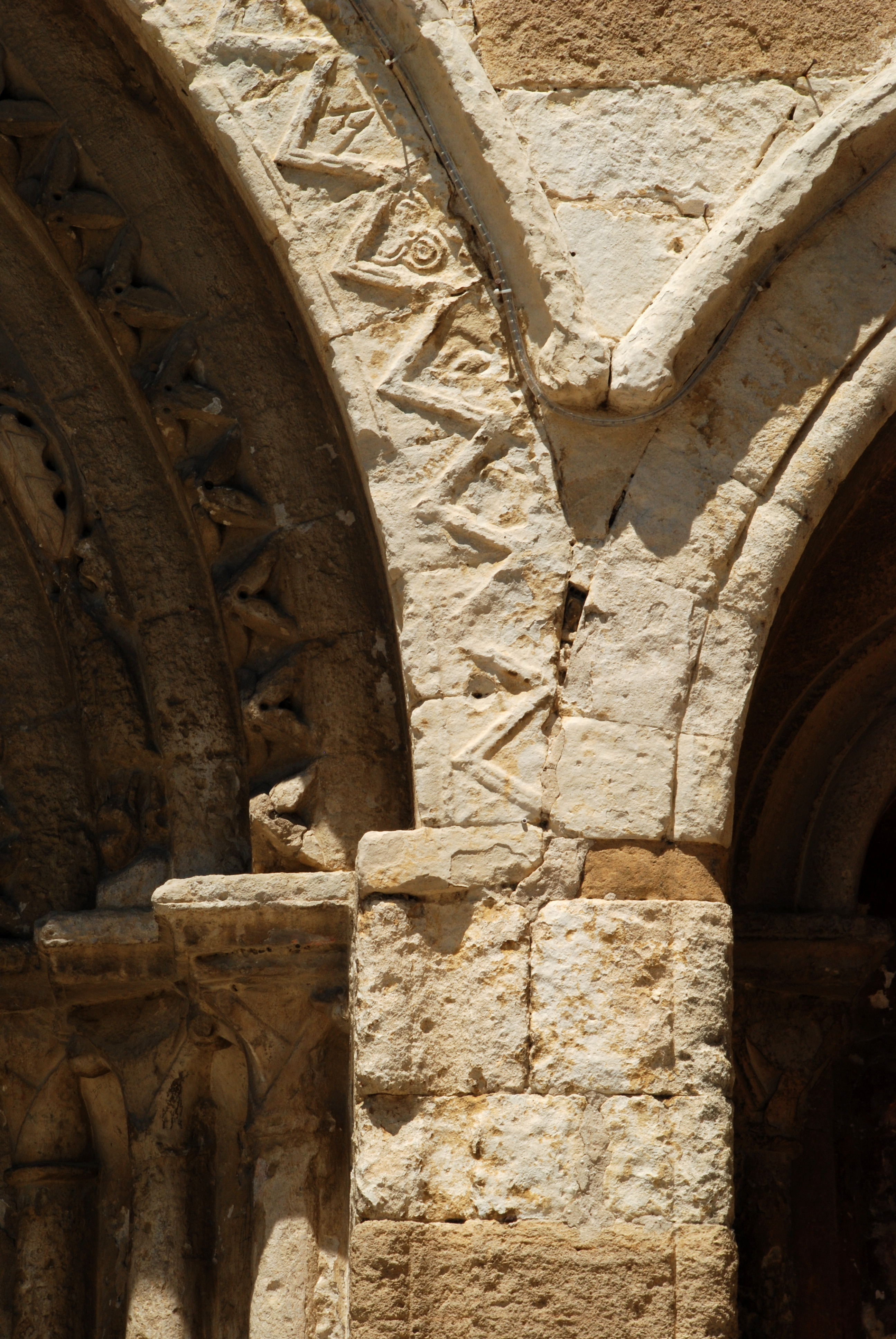
Détail du cordon de bâtons brisés.
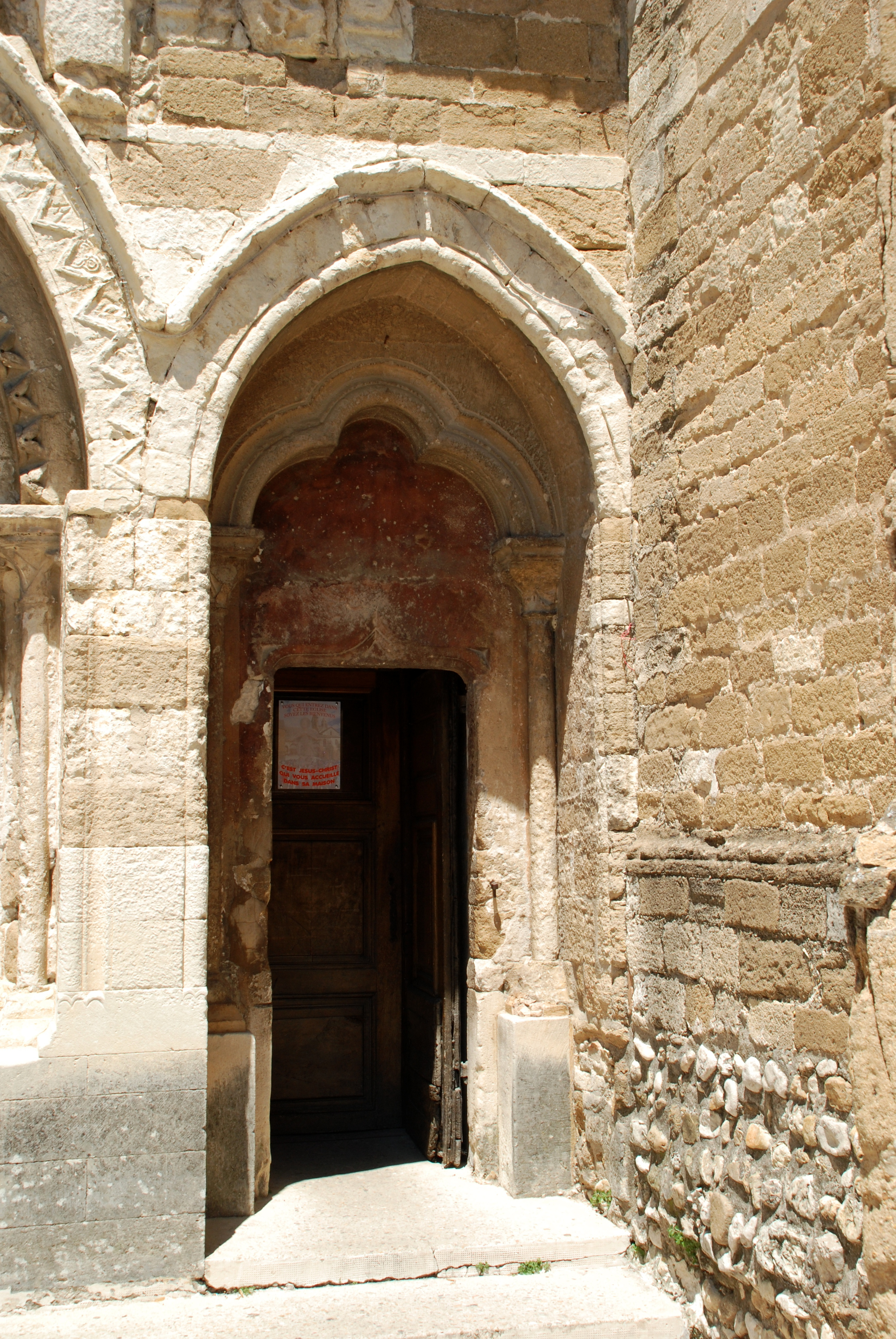
La porte de droite.

### Les chapelles latérales
Les chapelles latérales, ajoutées entre le XVe siècle et le XIXe siècle, sont éclairées par des fenêtres de style gothique et soutenues par de puissants contreforts, disposés en oblique par rapport à la façade.